# Iulia Saviceva
Iulia Saviceva (în rusă Ю́лия Станисла́вовна Са́вичева; n. 14 februarie 1987) este o cântăreață rusă. Ea a reprezentat Rusia la Eurovision 2004 și s-a clasat pe locul 11.

## Discografie
Albume de studio
- 2005: "Высоко" (Vîsoko)
- 2006: "Магнит" (Magnit)
- 2008: "Оригами" (Origami)
- 2012: "Сердцебиение" (Serdțebienie)
- 2014: "Личное..." (Licinoe...)